# Limnophora pulchriceps
Limnophora pulchriceps este o specie de muște din genul Limnophora, familia Muscidae. A fost descrisă pentru prima dată de Friedrich Hermann Loew în anul 1860. Conform Catalogue of Life specia Limnophora pulchriceps nu are subspecii cunoscute.